# Mission d'observation en Yougoslavie
La mission d'observation de l'Union européenne en Yougoslavie, abrégée ECMM (de l'anglais European Community Monitoring Mission), est la première opération de gestion de crise de l'Union européenne, mise en place avant la création de la politique européenne de sécurité et de défense.

## Bilan

### Conséquences
La mission a été souvent critiquée car celle-ci a eu peu d'impact sur le conflit.

### Victimes
Sept observateurs européens perdent la vie durant la mission :
- le 7 janvier 1992, le crash d'un hélicoptère AB-205 de l’Armée de terre italienne près de Podrute (Novi Marof), tue cinq observateurs (quatre Italiens : Silvano Natale, Fiorenzo Ramacci, Enzo Venturini, Marco Matta[3] ; et un Français : Jean-Loup Eychenne[4],[3]), le premier militaire français tué en Ex-Yougoslavie. L'hélicoptère a été touché  « par erreur » par des tirs de roquettes et de canons d'un MiG-21 de l'armée de l'air yougoslave[1],[5] ;
- en mai 1992, les soldats de l'armée fédérale yougoslave tuent le commandant belge Bertrand Borrey près de Mostar (Bosnie)[1],[6] ;
- l'adjoint au chef des observateurs de la mission est retrouvé défenestré en 1997. Selon les proches de la victime citée par A. Dumoulin et N. Gros-Verheyde, il pourrait s'agir d'un assassinat des services serbes maquillé en suicide[1].

## Sources